# Коношково (Опочецкий район)
Коношково — деревня в Опочецком районе Псковской области России. Входит в состав Варыгинской волости.
Расположена в 17 км к северо-западу от центра города Опочка, на левом берегу реки Исса.
Численность населения по оценке на конец 2000 года составляла 12 жителей, на 2012 год — 8 жителей, на 2015 год живёт один человек.